# جاسبار باناديرو
جاسبار باناديرو (بالإسبانية: Gaspar Panadero Zamora) (9 ديسمبر 1997 بتاراثونا دي لا مانتشا في إسبانيا - ) هو لاعب كرة قدم إسباني في مركز الجناح جناح ‏. شارك مع منتخب إسبانيا تحت 18 سنة لكرة القدم ومنتخب إسبانيا تحت 19 سنة لكرة القدم. أما مع النوادي، فقد لعب مع نادي ألميريا ونادي ألميريا ب ونادي الوحدة الإماراتي.

## روابط خارجية
- جاسبار باناديرو على موقع قاعدة بيانات كرة القدم.إي يو (الإنجليزية)
- جاسبار باناديرو على موقع Soccerway.com (الإنجليزية)
- جاسبار باناديرو على موقع AS.com (الإسبانية)